# Луис Сернуда
Луис Сернуда Бидон (на испански: Luis Cernuda Bidón) е испански поет и литературен критик. Той е сред видните фигури на литературното течение Поколение '27, а в творчеството му е отразена и неговата хомосексуалност.

## Биография и творчество
Луис Сернуда е роден през 1902 в Севиля в семейството на военен. През 1925 завършва право в Севилския университет. След смъртта на баща си заминава за Мадрид и се включва в литературния живот. През 1927 г. публикува първата си стихосбирка „Perfil del aire“. Издадената през 1931 г. „Los Placeres Prohibidos“ е силно повлияна от сюрреализма. Основната част от стиховете му е включена в многократно разширяваната „La realidad y el deseo“.
Сернуда е активен поддръжник на Втората испанска република. Краят на Испанската гражданска война го заварва на обиколка във Великобритания в подкрепа на републиканците. До края на живота си не се завръща в родината си, като живее във Великобритания (1938 – 1947), Съединените щати (1947 – 1952) и Мексико (1952 – 1963).